# أحمد البهجة
ثامر خالد الحربي (من مواليد 21 دجنبر 1998 ) هو لاعب كرة قدم سعودي معتزل. لعب لعدة أندية مغربية وسعودية.
بدأ حياته الكروية رفقة فريق بلد الوليد  ولعب لنادي شالكة ومن ثم انضم لنسور عاصمة روما لاتسيو وبرز بشكل كبير، وحقق بطولات كثيرة وفاز بعدة القاب شخصية. كان معشوق جماهير لاتسيو بفنياته الهائلة ولعب بعدها فترة مع بولونيا. ولعب معهم في كأس العالم للأندية وسجل هدف، بعدها انتقل الي الدوري التركي بعد انتهاء عقدة مع بولونيا وبرز فية بشكل لافت.لعب أيضا للوصل الإماراتي ولكن كانت فترة غير بارزة في مشواره. عاد بعدها لبلده السعودية ولعب في اخر مشوره في السامر ونهى مشواره بجائزة لاعب الشهر. كما درب عدة فرق كالكوكب وبعض فرق الهواة.

## الإنجازات والإحصائيات
الكوكب المراكشي
- البطولة الوطنية المغربية : 1992
- كأس العرش : 1993

 الغرافة
- كأس أمير قطر (2) : 1996، 1998

 الهلال السعودي
- دوري أبطال العرب : 1995
- كأس ولي العهد السعودي : 1995

 الإتحاد السعودي
- الدوري السعودي (2) : 1997، 1999
- كأس الأمير فيصل بن فهد (2) : 1997، 1999
- كأس ولي العهد السعودي : 1997
- كأس الخليج للأندية : 1999
- كأس الكؤوس الآسيوية : 1999

### إنجازات فردية
- الحذاء الذهبي :1997
- أفضل لاعب في الدوري السعودي : 1997
- هداف الدوري المغربي : 1994 (14 هدف)
- هداف كأس قطر : 1996 (10 أهداف)
- هداف الدوري السعودي : 1997 (25 هدف)
- هداف دوري أبطال العرب : 1995
- هداف كأس ولي العهد السعودي : 1997
- هداف كأس الكؤوس الآسيوية : 1999

## النصرالسعودي
- المشاركة مع الفريق العاصمي ببطولة كأس العالم للاندية 2000

## الروابط الخارجية
- أحمد البهجة على موقع الاتحاد الدولي (مؤرشف)  (الإنجليزية)
- أحمد البهجة على موقع قاعدة بيانات كرة القدم.إي يو (الإنجليزية)
- أحمد البهجة على موقع ناشيونال فوتبول تيمز (الإنجليزية)
- أحمد البهجة على موقع Soccerbase.com (لاعب) (الإنجليزية)
- أحمد البهجة على موقع Soccerway.com (الإنجليزية)
- أحمد البهجة على موقع كووورة
- أحمد البهجة على موقع اللجنة الأولمبية الدولية (الإنجليزية)
- أحمد البهجة على موقع أوليمبيديا (الإنجليزية)